# Katung Aduwak
Katung Aduwak (nacido el 21 de marzo de 1980) fue el ganador de la primera edición  del reality show Gran Hermano Nigeria transmitido entre el 5 de marzo y el 4 de junio de 2006.    Proviene de Zonkwa, estado de Kaduna, Nigeria y es guionista, productor y director   además de licenciado en Ciencias Políticas.  Alguna vez fue panelista de medios en el Foro de la Escuela de Negocios de África de Harvard y se desempeñó durante muchos años como Gerente Senior de Canal en MTV Base, director Creativo Senior en VIACOM International y director ejecutivo en Chocolate City. Actualmente es el director ejecutivo de One O Eight Media y socio africano de Campfire Media. 

## Carrera

### Gran Hermano Nigeria
Aduwak, de 26 años, fue nombrado ganador del evento organizado por Michelle Dede y Olisa Adibua, la primera temporada el 4 de junio de 2006, con un premio para llevarse a casa de 100.000 dólares.  11 años después, reveló que la clave para triunfar en el espectáculo estaba en él, en ser uno mismo y también en ser estratégico. 

### Despuésdel Gran Hermano Nigeria
Después del reality show, Aduwak se mudó a Nueva York para continuar su educación en la Digital Film Academy, donde se graduó como director y se dedicó al cine. 

### Cine
La que iba a ser la primera película de Aduwak fue Heaven's Hell.   La fecha de lanzamiento real estaba programada para el 23 de enero de 2015.  Sin embargo, la película no se estrenó hasta el 10 de mayo de 2019. Los clips de la película fueron filmados en 2012 por One O Eight Media, en asociación con BGL y Hashtag Media House, y fueron protagonizados por actores y actrices de Nollywood y el cantante nigeriano Waje. 
En 2020, Aduwak dirigió un cortometraje que exponía el conflicto entre los afroamericanos y la diáspora africana, titulado Not Supposed to be Here.

## Vida personal
Aduwak está casado con Raven Taylor-Aduwak y tiene un hijo. 

## Filmografía

### Películas
- Unwanted Guest (2011)
- PUNEET!TV (2012)
- When Love Happens (2014)[12]
- Heaven's Hell (2019)
- Not Supposed to Be Here (2020)

### Música
- "Superstar" - by Ice Prince (2011)